# Mansión Copper King
La mansión Copper King, también conocida como mansión W. A. Clark, es una residencia de 34 habitaciones de arquitectura victoriana de estilo neorrománico que se construyó entre 1884 y 1888 en la ciudad de Butte, en el estado de Montana (Estados Unidos). Fue la residencia de William Andrews Clark, uno de los tres Reyes del Cobre de ese estado. El edificio se agregó al Registro Nacional de Lugares Históricos en 1970.

## Sitio
Se encuentra en la parte más antigua de la ciudad, conocida como Uptown debido a sus calles empinadas, declarada monumento nacional por sus edificios de piedra y ladrillo macizo con una arquitectura distintiva.
Las cuadras circundantes de Uptown Butte están llenas de edificios pintorescos, muchos de los cuales se han derrumbado a medida que la ciudad ha intentado revitalizarse económicamente desde que cerraron la mayoría de las minas en 1980.

## Historia
La mansión fue diseñada por el arquitecto D. T. McDevitt y desarrollada por la constructora W. F. Beall & Co. de 1884 a 1888.
El inmueble ha sido propiedad de la familia Cote, que lo ha mantenido y habitado desde 1953. Funciona actualmente como hotel bed and breakfast. Las visitas guiadas están disponibles a las 10 de la mañana, 12 del mediodía y 2 de la tarde durante la temporada turística de verano, o con cita previa durante los meses de invierno. La casa fue restaurada en 2012.
La construcción de la mansión Copper King se describe en la biografía de la hija de Clark, Huguette, un éxito de ventas titulado Empty Mansions: The Mysterious Life of Huguette Clark and the Spending of a Great American Fortune de Bill Dedman y Paul Clark Newell, Jr.
En la actualidad, la mansión sirve como un alojamiento bed and breakfast, así como de casa museo.

## Arquitectura
La mansión tiene treinta y cuatro habitaciones. Sus arcos redondeados sobre varias puertas y ventanas, entradas porticadas, gruesos muros de mampostería y fachadas de piedra y ladrillo son característicos de la arquitectura neorrománica. Su diseño asimétrico, grandes ventanales, vitrales y molduras decorativas proceden de la arquitectura victoriana.
La casa cuenta con techos pintados al fresco, elegantes parqués de maderas exóticas importadas, candelabros de gas y eléctricos, chimeneas y escaleras ornamentadas talladas a mano y vidrieras. 
Los materiales importados le costaron a la familia alrededor de 200 000 dólares de entonces. Se calcula que el costo total fue de medio millón de dólares.

## Galería

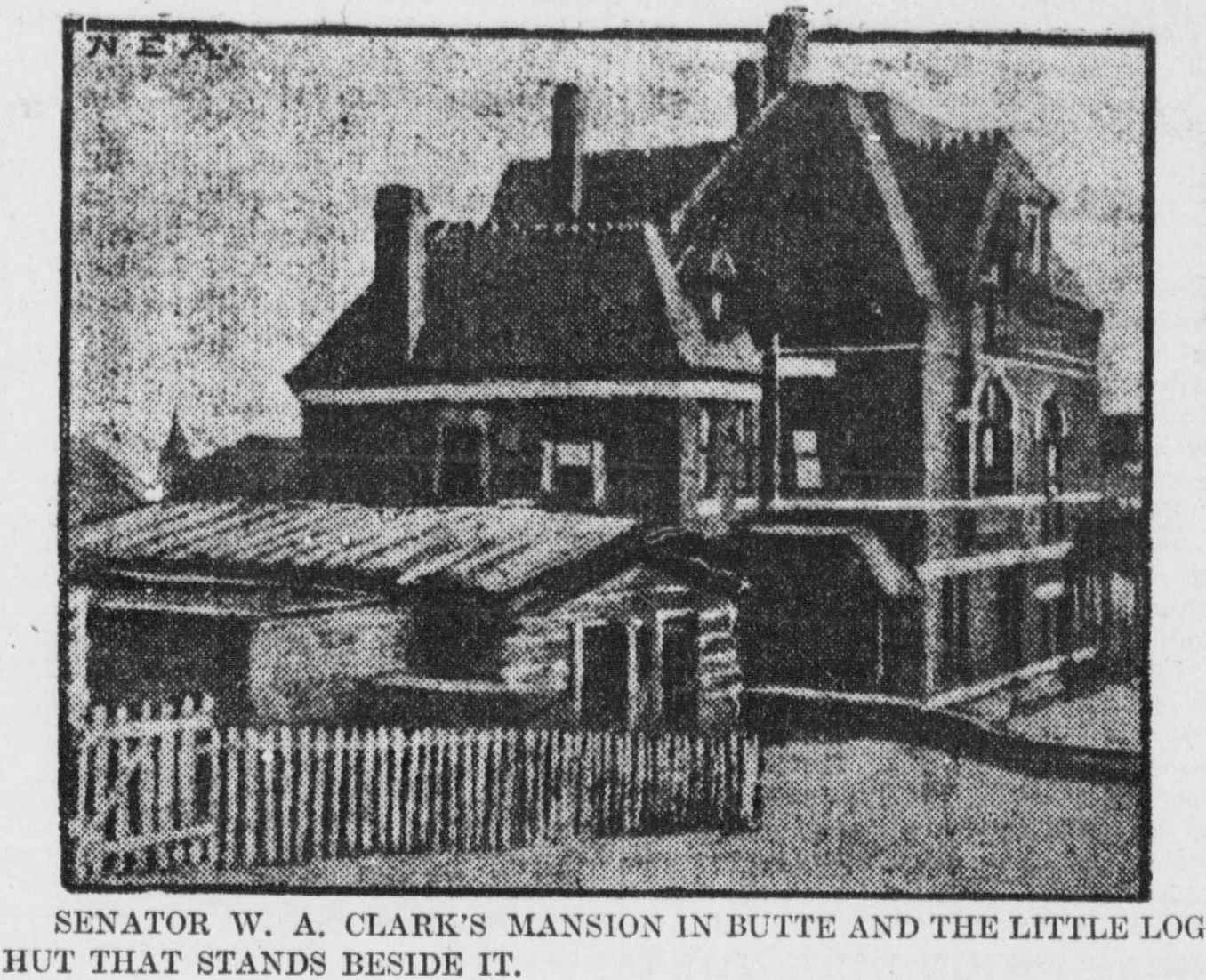
La mansión en 1904
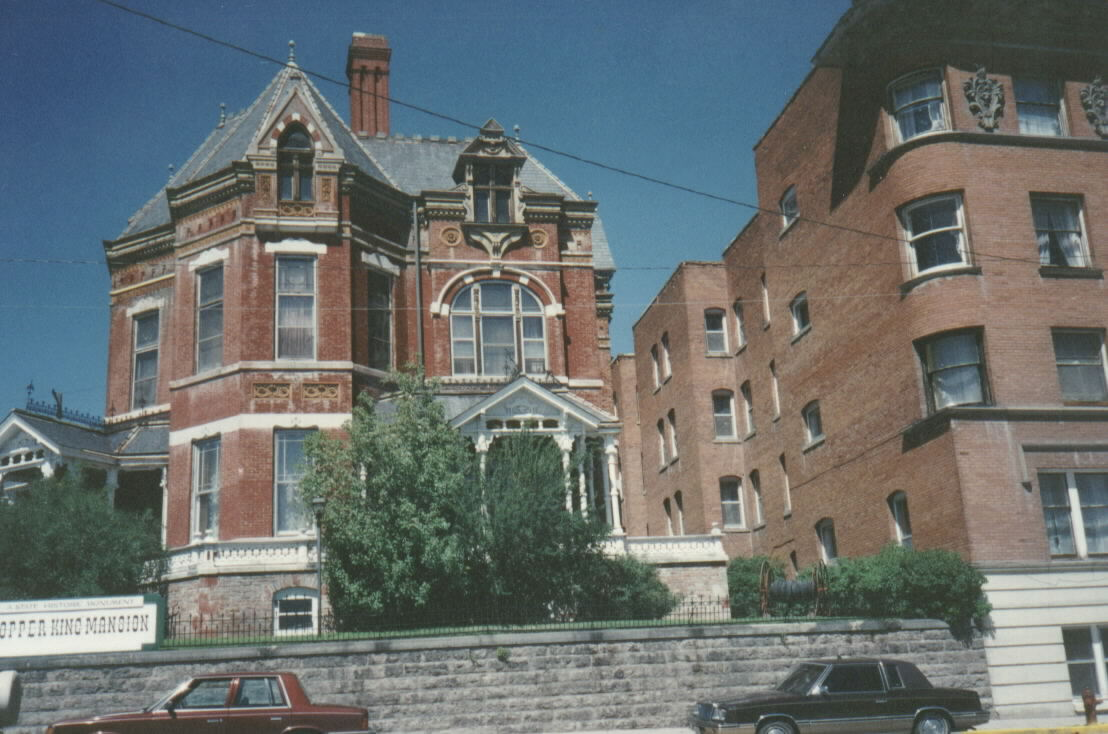
Aspecto en 2013
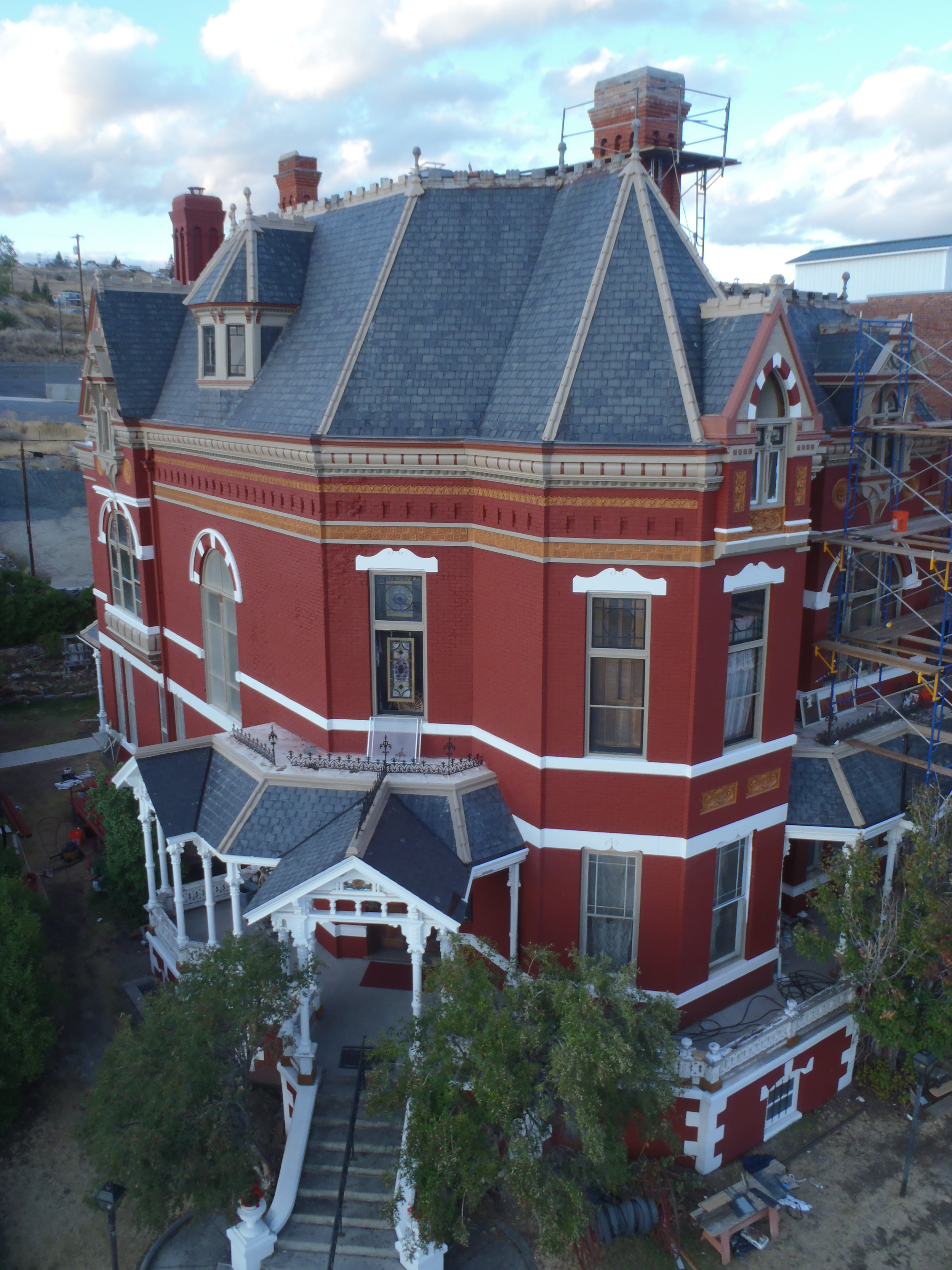
Porche y segundo piso
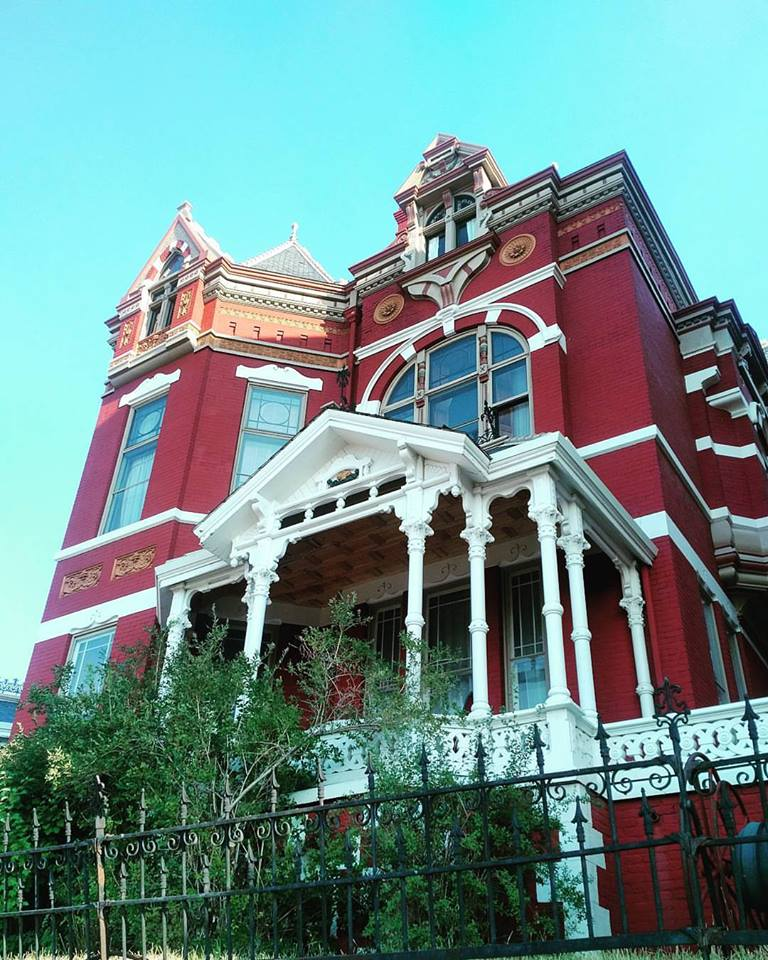
Vista suroeste en 2017
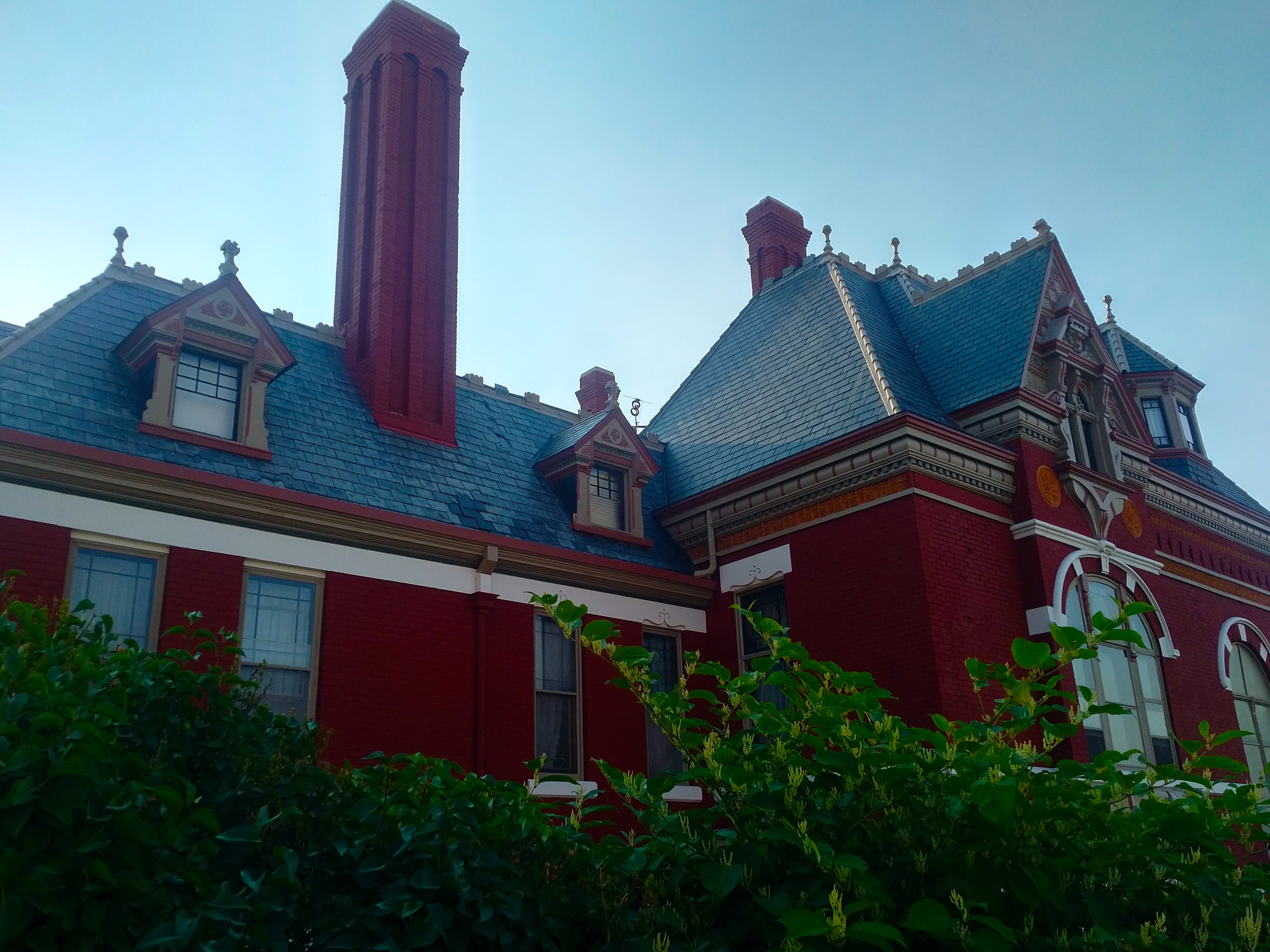
Fachada oeste en 2017